# Boisset-Saint-Priest
Boisset-Saint-Priest – miejscowość i gmina we Francji, w regionie Owernia-Rodan-Alpy, w departamencie Loara.
Według danych na rok 1990 gminę zamieszkiwały 793 osoby, a gęstość zaludnienia wynosiła 43 osób/km² (wśród 2880 gmin regionu Rodan-Alpy Boisset-Saint-Priest plasuje się na 910. miejscu pod względem liczby ludności, natomiast pod względem powierzchni na miejscu 570.).